# Quercus capesii
Quercus capesii là một loài thực vật có hoa trong họ Cử. Loài này được W.Wolf miêu tả khoa học đầu tiên năm 1945.